# Peter Jürgenson

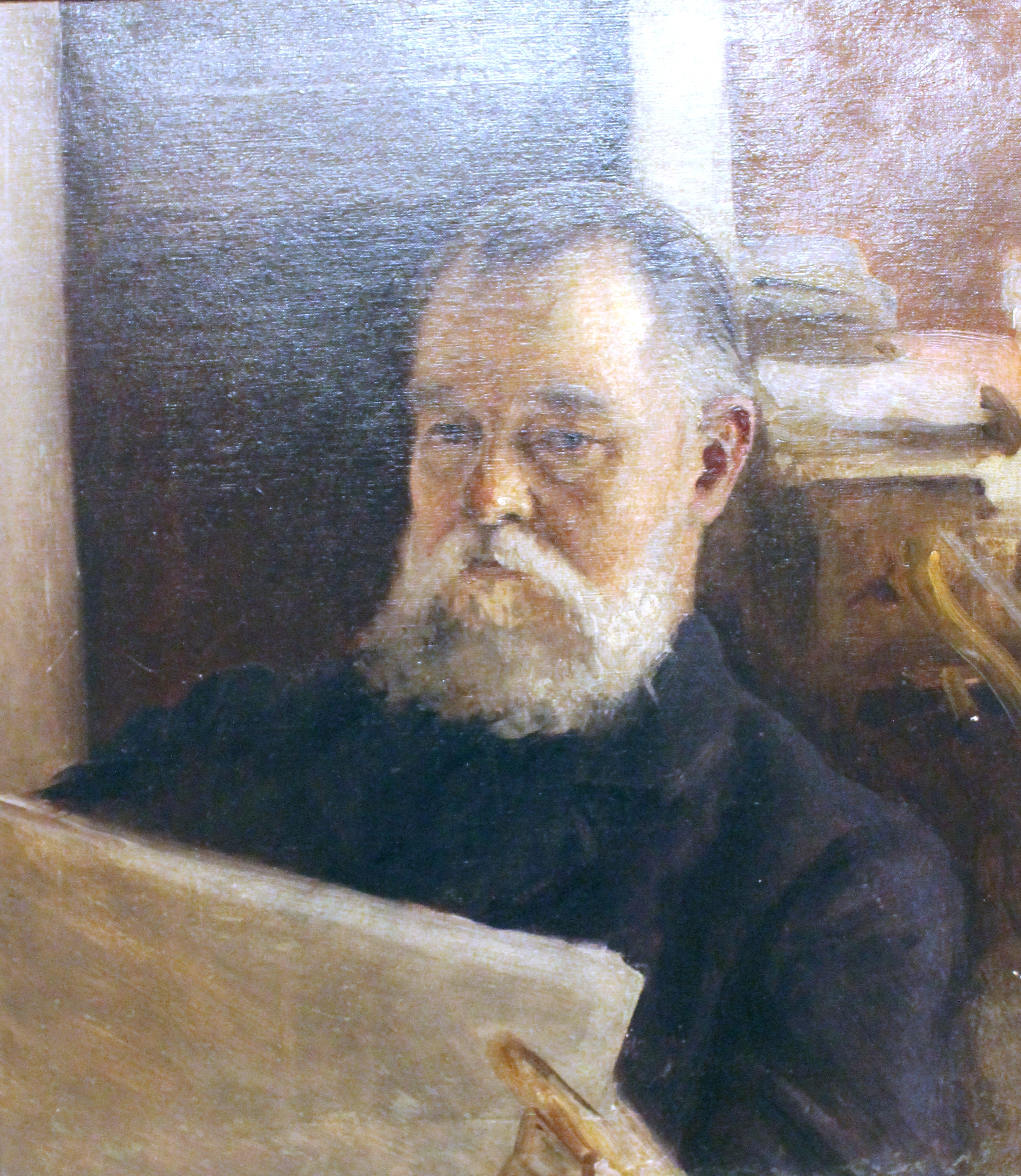
Peter Jürgenson.

Peter Ivanovitj Jürgenson (ryska: Пётр Иванович Юргенсон), född 17 juli (gamla stilen: 5 juli) 1836 i Reval, Guvernementet Estland, Kejsardömet Ryssland, död 2 januari 1904 (gamla stilen: 20 december 1903) i Moskva, var en rysk (balttysk) musikförläggare.
Jürgenson öppnade 1861 egen affär i Moskva och upparbetade sitt musikförlag (huvudsakligen ryska mästares verk) till rang av en bland de största världsfirmorna i branschen. Han utgav 1863–73 de första billighetsupplagorna av Felix Mendelssohns, Robert Schumanns och Frédéric Chopins pianokompositioner. Hans söner Boris och Grigorij Jürgenson var senare innehavare av förlaget.